# Лебедєва Лілія Георгіївна
Лі́лія Гео́ргіївна Ле́бедєва  (* 12 серпня 1937, Кемерово) — український живописець. Член Національної спілки художників України з 1973 р.

## Життєпис
Народилася 12 серпня 1937 р. у м. Кемерово. 1962 р. закінчила Пензенське художнє училище, живописне відділення. Педагог — О. Шурчилов. 
1968 р. закінчила Ленінградський інститут живопису, скульптури та архітектури ім. І. Ю. Рєпіна, факультет живопису. Педагоги: В. Орєшніков, О. Деблер, Б. Угаров.
Працювала педагогом в Астраханському та Кемеровському художніх училищах. 
Учасниця обласних, республіканських, всесоюзних виставок з 1970 р., виставок сучасного реалістичного мистецтва у галереях Санкт-Петербургу (Росія), Болгарії, Фінляндії та інших країн.
Працює у галузі станкового живопису у жанровій картині, пейзажі, натюрморті та портреті. Твори є власністю Міністерства культури України, Міністерства культури Російської Федерації, зберігаються також у приватних колекціях.